# Arènes de Cordoue
Les arènes dites Plaza de Toros de los Califas sont les arènes de la ville espagnole de Cordoue, en Andalousie. Elles doivent leur nom au passé musulman de la ville, qui fut la capitale de l'Émirat, puis du Califat de Cordoue, du VIIIe au XIe siècle.
Inaugurées en 1965, elles appartiennent au cercle très fermé des arènes de première catégorie. La principale feria organisée est la Feria de la Salud, qui se tient au mois de mai.

## Historique
La tradition taurine est fortement implantée à Cordoue, et ce de longue date. La première corrida mentionnée à Cordoue eut lieu en 1492 à l'Alcázar. Deux taureaux furent combattus en l'honneur du prince Juan, le fils des Rois catholiques. Par la suite, les courses de taureaux furent organisées sur la Plaza mayor (appelée aujourd'hui Plaza de la Corredera), puis dans trois arènes en bois érigées successivement au cours du XIXe siècle.
Les premières arènes en dur furent inaugurées en 1846. Affectées par un incendie, elles furent rebâties et agrandies en 1866. 10 566 spectateurs pouvaient y prendre place. Ce n'est qu'au cours de la deuxième moitié du XXe siècle que furent construites les arènes actuelles, d'une capacité d'accueil de 16 900 places. La corrida inaugurale eut lieu le 9 mai 1965. Un lot de taureaux de Carlos Núñez fut combattu par José María Montilla, Manuel Benítez "El Cordobés" et Zurito.